# Cadillac
Cadillac este o marcă de automobile de lux americană, parte a grupului General Motors(GM). Cadillac vinde în prezent autovehicule în 37 de țări, principala piață fiind America de Nord. În 2010, vânzările Cadillac din SUA au crescut cu 35% față de anul anterior, până la 146925 unități.  La nivel mondial, cea mai mare piață a Cadillac este China, unde modelul SRX este cel mai bine vândut. 
Cadillac este în prezent al doilea producător de automobile american ca vechime după marca soră de la GM, Buick, și este printre cele mai vechi mărci de automobile din lume. Cadillac a fost fondată în 1902 de către Henry Leland ,, un antreprenor cu masterat în mecanică, care a numit compania după strămoșul său, Antoine Laumet de La Mothe, Sieur de Cadillac, fondatorul orașului Detroit.

## Istorie

### Primii ani
Cadillac a luat naștere ca urmare a închiderii companiei Henry Ford, atunci când Henry Ford a plecat împreună cu câțiva dintre partenerii săi cheie, iar compania a fost dizolvată. Cu intenția de a lichida activele firmei, finanțatori rămași după plecarea lui Ford, William Murphy și Lemuel Bowen l-au chemat pe inginerul Henry M. Leland de la Leland & Faulconer Manufacturing Company pentru a evalua instalațiile și echipamentele înainte de a le vinde.
În schimb, Leland i-a convins să-și continue activitatea de fabricare a automobilelor echipândule cu motor cu un singur cilindru conceput de Leland. Compania avea nevoie de un nume nou după ce Henry Ford a plecat. Pe 22 august 1902 compania a fost redenumită în Cadillac Automobile Company. Leland & Faulconer Poduction și Cadillac Automobile Company au fuzionat în 1905. 
Compania de Automobile Cadillac a fost numită după  exploratorul francez din secolul al XVII-lea Antoine Laumet de la Mothe, Sieur de Cadillac, care a fondat Detroit în 1701. 
Primul automobil Cadillac, „Cadillac Runabout and Tonneau”, a fost finalizat în octombrie 1902. Acesta a fost un automobil cu două locuri de 10 cai putere (7 kW) cu un motor cu un singur cilindru. Acesta a fost, practic, identic cu Ford Model A din 1903. Prima mașină se pare că a ieșit din fabrică pe la jumătatea lui octombrie. Noul Cadillac a fost prezentat la Salonul Auto de la New York în ianuarie anul următor și a impresionat mulțimea suficient pentru a aduna peste 2.000 de comenzi ferme. 
Din primii săi ani Cadillac s-a axat pe tehnologie de înaltă calitate și pe finisaje de lux, clasând mașinile sale printre cele mai bune și elegante din SUA. Utilizarea de piese interschimbabile a fost o inovație importantă a companiei în 1908. Cadillac a fost, de asemenea primul producător al unei mașini complet închise în 1906, iar în 1912 a fost primul care a încorporat în automobilele sale un sistem electric care să permită pornirea, aprinderea și iluminatul.

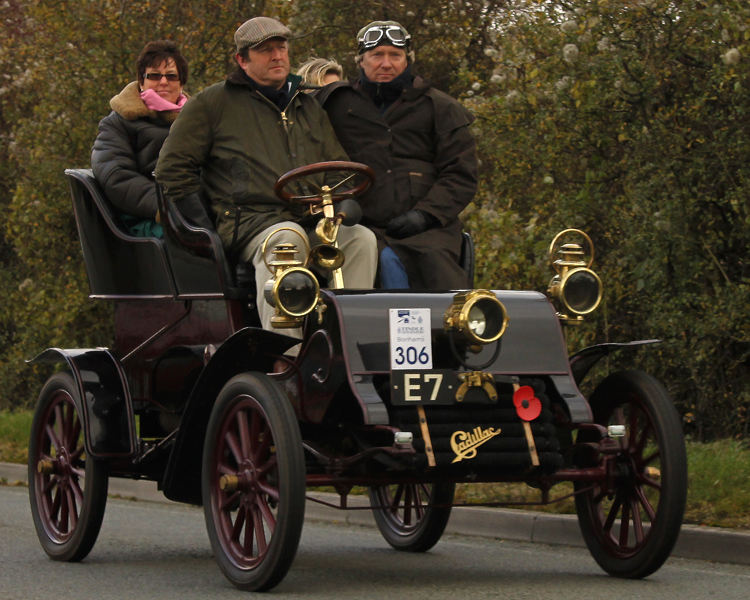
Cadillac 6 1/2HP Tonneau 1903
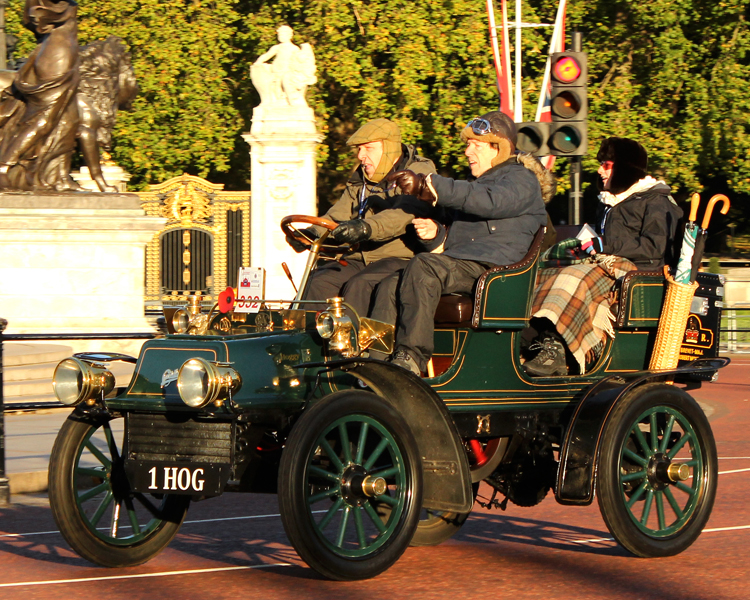
Cadillac 8 1/4HP Surrey 1904
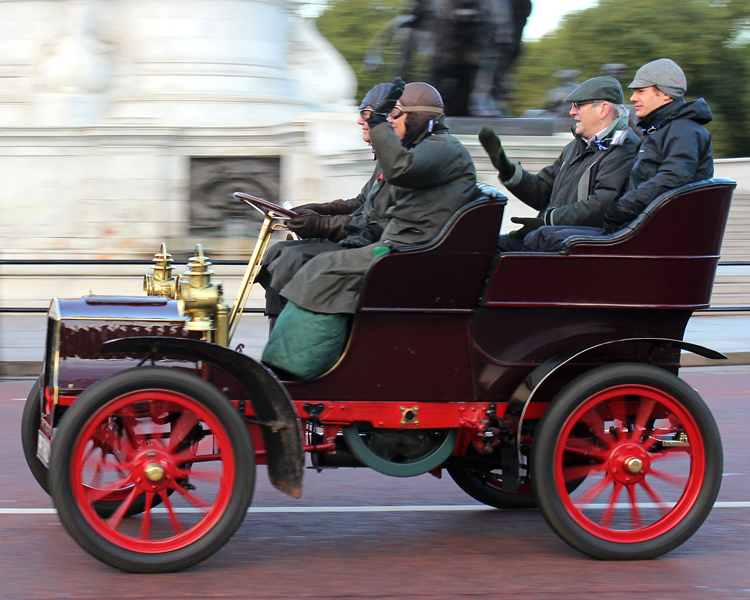
Cadillac 10HP Tonneau 1904
Cadillac 6 1/2HP Rear-entrancetonneau 1904
Cadillac 8 1/4HP Detachable-toplimousine 1904
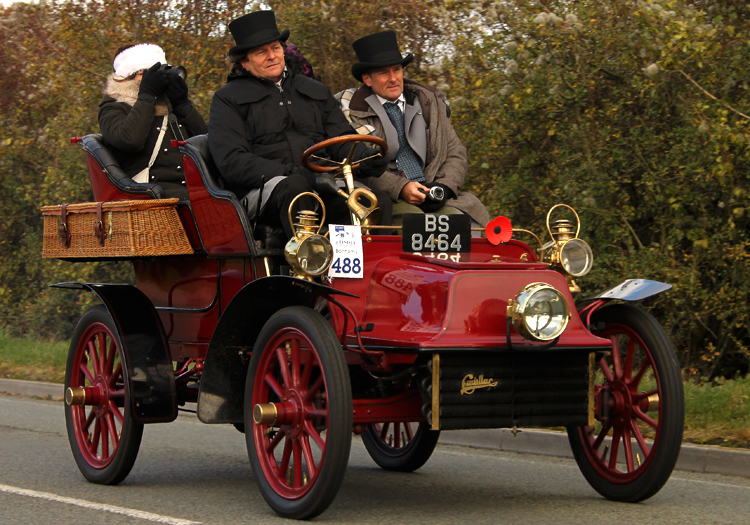
Cadillac 8 1/4HP Tonneau 1904
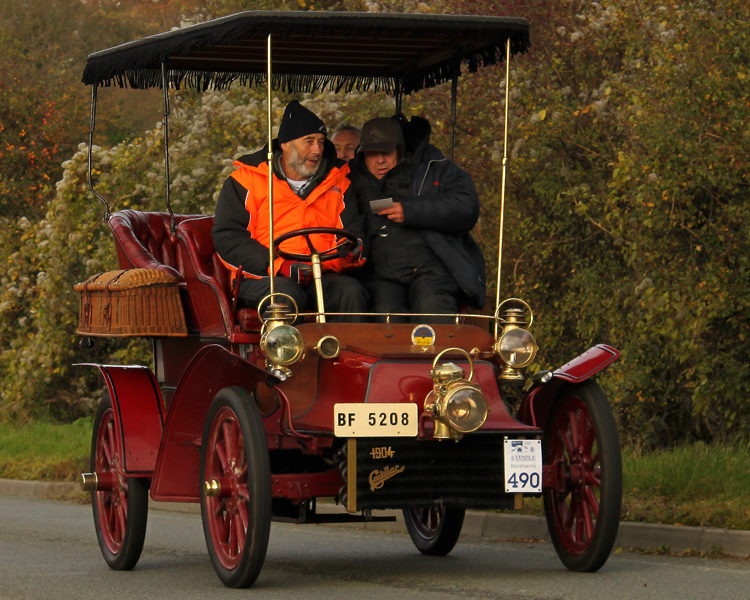
Cadillac 8 1/4HP Tonneau 1904
Cadillac 8 1/2HP Tonneau 1904
Cadillac 10HP Tonneau 1904
Cadillac 9HP Limousine

### General Motors
Cadillac a fost achiziționat de către conglomeratul General Motors(GM) în 1909. Cadillac a devenit divizia de prestigiu a „General Motors”, destinată producției de vehicule de lux de mari dimensiuni. Linia Cadillac a fost, de asemenea, marca GM pentru vehicule comerciale și instituționale, cum ar fi limuzine, ambulanțe sau mașini funerare, ultimele două nefiind, însă, produse în uzinele proprii, ci modificate de producători independenți după cumpărare, Cadillac neproducând astfel de vehicule în fabrica lor.
În iulie 1917, Armata Statelor Unite avea nevoie de o mașină de personal de încredere și a ales modelul Cadillac Tip 55 Touring  după efectuarea unor teste cuprinzătoare la granița mexicană. 2.350 de mașini au fost livrate pentru a fi utilizate în Franța, de către ofițerii din forțele expediționare americane în timpul Primului Război Mondial În perioada interbelică Cadillac a construit mașini puternice, de lux care vizau o piață de clasă superioară. În 1930, Cadillac a introdus motoare V12 și V16 pe modele de mașini care erau personalizate la comandă.

## Gama de autovehicule actuale
- BLS (Berlină medie)
- BLS Wagon (VAN)
- CTS (Berlină de lux)
- STS (Berlină de lux)
- SRX (SUV)
- XLR (Roadster)
- Escalade (SUV)

## Galerie
|  |  |  |  |

|  |  |  |  |

|  |  |  |  |

|  |  |  |  |

|  |  |  |  |